# Соловьёв, Савелий Павлович
Саве́лий Па́влович Соловьёв (род. 11 апреля 1943, станица Брюховецкая, Краснодарский край) — советский и российский тренер по биатлону. Заслуженный тренер России.

## Биография
Савелий Павлович свою педагогическую деятельность начинал в Новоуральске, в школе № 47, а параллельно с этим вёл секцию лыжных гонок. В 1973 году окончил Казанский государственный педагогический институт. С 1993 года перешёл на тренерскую работу в школу № 53, на отделение биатлона. Подопечными тренера в разные годы были Алексей Коньшин, Павел Чуприянов, Любовь Петрова, мастер спорта международного класса и двукратная чемпионка Европы среди юниоров Елена Давгуль; всего же у Соловьёва проходили подготовку не менее десяти мастеров спорта и двадцати пяти кандидатов в мастера спорта.
С 2000 года Савелий Павлович работает в спортивном клубе «Кедр» с группами высшего спортивного мастерства. В 2004 году ему было присвоено звание «Заслуженный тренер России». С того же года работает в ДЮСШ-4. Всего на педагогическом поприще Савелий Павлович провёл более 50 лет своей жизни.
С 2014 года имеет статус тренера первой категории.
Тренерская династия Соловьевых продолжилась сыном Савелия Павловича — Сергеем Савельевичем Соловьёвым.